# Ermenegildo Paccagnella
Ermenegildo Paccagnella (Salboro, 18 febbraio 1880 – Roma, 28 luglio 1975) è stato un organista, compositore e musicologo italiano.

## Biografia
Figlio di Luigi e Maddalena Bottaro, aveva solo diciannove anni quando a Padova iniziò a studiare con due importanti maestri dell'epoca, Cesare Pollini per il pianoforte, e Luigi Bottazzo per composizione e organo.

## Opere
- Metodo per lo studio del pianoforte (Milano 1925) in tre volumi (Esercizi muscolari e di percussione; Esercizi al pianoforte; Applicazione del tocco)
- L'insegnamento della musica nelle scuole musicali e la riforma dei programmi d'esame (Milano 1932)
- La rinascita della cultura musicale italiana nell'opera di Fausto Torrefranca (1956)
- La formazione del linguaggio musicale, in tre volumi: Il canto gregoriano; J.S. Bach; La parola in Palestrina: problemi tecnici, estetici e storici. (1961-1969)